# Flughafen Buenos Aires–Jorge Newbery

i7
i11
i13
Der Aeroparque Jorge Newbery (IATA-Code: AEP, ICAO-Code: SABE) ist der Stadtflughafen von Buenos Aires. Er liegt im Stadtteil Palermo direkt am Ufer des Río de la Plata.
Benannt wurde der Flughafen nach dem argentinischen Flugpionier und Ingenieur Jorge Newbery (* 1875; † 1914).
Der „Aeroparque“, wie er meistens genannt wird, wird hauptsächlich für Inlandsflüge verwendet. Er hat im argentinischen Flugverkehr die Funktion der wichtigsten Drehscheibe: Viele Inlandsverbindungen sehen ein Umsteigen an diesem Flughafen vor. In die Nachbarländer werden auch internationale Flüge durchgeführt.

## Geschichte
Der Flughafen wurde nach langer Planung 1947 eröffnet, das Terminal 1951 fertig gestellt. Der Flughafen hat seit den 1980er Jahren mit einer chronischen Überlastung zu kämpfen, die nicht durch eine Erweiterung gelöst werden kann, da sich um den Flughafen wichtige Straßen sowie Wohngebiete befinden. In den 1990er-Jahren wurde daher überlegt, den Flughafen durch das Anlegen einer künstlichen Insel auf dem Río de la Plata, einer sogenannten Aeroisla, zu erweitern. Dieses Projekt verlief jedoch genauso im Sand wie der Vorschlag, den Flughafen ganz zu schließen und stattdessen den weiter außerhalb gelegenen Flughafen Ezeiza stark zu erweitern. Seit 1999 wird der Flughafen von Aeropuertos Argentina 2000 betrieben.
Ende 2010 wurde der Flughafen für mehrere Wochen geschlossen und generalüberholt. Vor allem die Start- und Landebahn ist dabei erneuert worden.

## Verkehrszahlen
| Jahr | Fluggastaufkommen | Luftfracht (Tonnen) | Flugbewegungen |
| ---- | ----------------- | ------------------- | -------------- |
| 2017 | 13.261.437        | 2.055               | 123.077        |
| 2016 | 11.661.528        | 1.736               | 121.882        |
| 2015 | 10.825.986        | 7.394               | 120.492        |
| 2014 | 10.255.541        | 5.581               | 115.389        |
| 2013 | 9.552.504         | 14.562              | 114.282        |
| 2012 | 8.849.465         | 14.366              | 115.638        |
| 2011 | 8.250.971         | 18.285              | 113.786        |
| 2010 | 7.558.149         | 18.945              | 104.857        |
| 2009 | 6.449.344         | 13.700              | 91.676         |
| 2008 | 5.687.221         | 14.690              | 85.793         |
| 2007 | 5.665.808         | 14.078              | 81.340         |
| 2006 | 5.289.074         | 13.471              | 79.223         |
| 2005 | 5.372.195         | 26.415              | 77.742         |
| 2004 | 5.245.923         | 30.312              | 84.844         |
| 2003 | 4.608.377         | 39.748              | 79.999         |
| 2002 | 4.519.424         | 37.053              | 91.350         |
| 2001 | 5.244.257         | 35.757              | 115.673        |

## Zwischenfälle
- Am 17. September 1947 wurde eine Vickers Viking 1B der argentinischen Líneas Aéreas del Estado (LADE) (Luftfahrzeugkennzeichen T-4) bei einem Unfall auf dem Flughafen Buenos Aires-Jorge Newbery irreparabel beschädigt. Über Personenschäden ist nichts bekannt.[4]

- Am 11. Januar 1957 verunglückte eine Vickers Viking 1B der argentinischen Líneas Aéreas del Estado (LADE) (T-11) beim Start vom Flughafen Buenos Aires-Jorge Newbery. Bei Seitenwind kollidierte das Flugzeug mit Bäumen, überquerte eine Straße und krachte in den Club de Pescadores am Ufer des Rio de la Plata. Von den 32 Insassen kamen 17 ums Leben, drei Besatzungsmitglieder und 14 Passagiere. Außerdem wurde ein Fußgänger getötet.[5]

- Am 30. Juni 1961 wurde eine Curtiss C-46A-55-CK Commando der argentinischen Transcontinental - TSA (LV-FTO) im Anflug auf den Flughafen Buenos Aires–Jorge Newbery gegen einen 8 Meter hohen Eisenbahnsignalmast geflogen, noch 1,3 Kilometer von der Landebahn entfernt. Die Maschine stürzte ab und fing Feuer. Durch diesen CFIT (Controlled flight into terrain) wurden von den 35 Insassen 24 getötet, zwei Besatzungsmitglieder und 22 Passagiere.[6]

- Am 17. Dezember 1969 fiel an einer Curtiss C-46A-45-CU Commando der argentinischen Austral Líneas Aéreas (LV-GEB) in 90 Meter Höhe beim Start vom Flughafen Buenos Aires–Jorge Newbery das Triebwerk Nr. 1 (links) aus, da die Tankwahlschaltung falsch vorgenommen worden war. Da die Höhe nicht gehalten werden konnte, musste eine Notlandung auf einem kleinen Sportplatz vorgenommen werden. Dabei wurde das Flugzeug irreparabel beschädigt. Beide Piloten, die einzigen Insassen auf dem Frachtflug, überlebten den Unfall.[7]

- Am 11. Mai 1975 geriet eine Vickers Viscount 769D der uruguayischen PLUNA (CX-AQO) bei der Landung auf dem Flughafen Buenos Aires-Jorge Newbery von der Landebahn ab und geriet in schlammigen Untergrund. Alle 57 Insassen, die fünf Besatzungsmitglieder und 52 Passagiere, überlebten den Unfall. Das Flugzeug wurde allerdings irreparabel beschädigt.[8][9]

- Am 7. Mai 1981 stürzte eine BAC 1-11-529FR der argentinischen Austral Líneas Aéreas (LV-LOX) im Landeanflug auf den Flughafen Buenos Aires-Jorge Newbery in den Río de la Plata, wobei keine der 31 Personen an Bord den Unfall überlebte. In der Nähe eines heftigen Gewitters hatten die Piloten die Kontrolle über das Flugzeug verloren.[10]

- Am 31. August 1999 verunglückte eine Boeing 737-200 der argentinischen Líneas Aéreas Privadas Argentinas (LV-WRZ) beim Start vom Flughafen Buenos Aires-Jorge Newbery. Die Flugbesatzung übersah aufgrund ihres allgemein disziplinlosen Verhaltens im Cockpit, dass sie vergessen hatte, die Auftriebshilfen für den Start auszufahren. Obwohl beim Beschleunigen ein schrilles Warnsignal ertönte, das die Besatzung auf ihren Fehler aufmerksam machte, brach diese den Startvorgang nicht ab. Die Maschine hob kaum vom Boden ab, schoss über das Startbahnende hinaus, riss mit dem Triebwerk einen vorbeifahrenden PKW mit und raste in eine Industriegasanlage, die daraufhin explodierte. Von den 103 Insassen der Maschine kamen 63 ums Leben, ebenso die beiden Personen im Auto (siehe auch LAPA-Flug 3142).[11]